# Malcolm Roy Clarke
Malcolm Roy Clarke (Birmingham, 24 de outubro de 1930 — Madalena do Pico, 10 de maio de 2013) foi um biólogo marinho britânico, membro da Royal Society (Fellow of the Royal Society), que se distinguiu no estudo da biologia do cachalote e das lulas gigantes, tendo publicado extensa bibliografia sobre os cefalópodes e as baleias.

## Biografia
Frequentou o ensino secundário na Wallingford County Grammar School, em Berkshire, de 1945 a 1949. Nesse mesmo ano iniciou a prestação do serviço militar obrigatório (o National Service) no Royal Army Medical Corps, que terminou em 1951.
Ingressou em 1952 na Universidade de Hull, onde se graduou com um B.S. em Zoologia em 1955. Terminado o curso, ainda em 1955 partiu para os mares da Antártida, onde serviu durante 8 meses a bordo de um navio-fábrica britânico como inspector de baleação.
Entre 1958 e 1972 foi investigador no UK National Institute of Oceanography (Instituto Nacional de Oceanografia Britânico), em Wormley, Surrey. Centrou a sua investigação nos cefalópodes e os seus predadores, passando cerca de 3 meses por ano no mar, nas proximidades dos arquipélagos da Macaronésia (Madeira, Açores, Canárias e Cabo Verde). Trabalhou também no Oceano Índico e em estações baleeiras na Noruega, na Madeira e na África do Sul.
Em 1959 concluiu o seu doutoramento (Ph.D.) na Universidade de Hull com uma dissertação sobre os parasitas dos mamíferos marinhos, a qual inclui a descrição do maior parasita que se conhece. Obteve o grau de doutor em ciência D.Sc. em Zoologia no ano de 1979, também na Universidade de Hull.
Em 1972 transferiu-se para a Marine Biological Association of the United Kingdom, uma associação sem fins lucrativos com sede em Plymouth, onde trabalhou até atingir a aposentação em 1987. Nesta instituição, da qual foi director cisntífico principal, continuou a estudar os cefalópodes do Atlântico Norte, actividade a que associou a pesquisa visando o aperfeiçoamento de redes de pesca e de métodos de captura, investigação no campo da paleontologia e da fisiologia dos cefalópodes e dos cetáceos e estudos de ecologia visando determinar a estrutura trófica e as formas de alimentação dos predadores de cefalópodes, que incluem cetáceos, focas, aves e peixes.
Após a aposentação em 1987 e até 2004 trabalhou como investigador independente e volunt+arios nos domínios em que vinha trabalhando antes da aposentação, em locais como os Açores, a Austrália e a Nova Zelândia, Taiwan, a Flórida, o Havai e a África do Sul. Trabalhou ainda como consultor sobre a biologia do cachalote e das lulas gigantes para a realização de filmes produzidos para a BBC, a Open University, o departamento cinematográfico da National Geographic Society e a Pitcairn Films, maioritariamente nas águas dos Açores. Também trabalhou para o Discovery Channel, na Nova Zelândia.
Ao longo da sua carreira privilegiou os trabalhos de campo, com múltiplas missões embarcado. No total, e para além dos oito meses na Antártida, como inspector da baleação, passou mais de seis anos no mar, em numerosas missões de investigação oceanográfica, mais de trinta das quais como director científico.
Pela excelência do seu percuros científicos, em 1981 foi nomeado membro da Royal Society (F.R.S.). Entre 1995 e 1997 foi membro investigador do Leverhulme Trust, dedicando-se a trabalho na bio-acústica do cachalote-anão. Entre 2001 e 2003 foi professor visitante do National Institute of Atmospheric and Water Research da Nova Zelândia. Também foi professor visitante da Universidade de Liverpool e da Universidade dos Açores.
Publicou mais de 150 artigos, a maioria em jornais da especialidade ou contribuições para outras obras. É autor ou co-editor de cinco livros: Deep Oceans (1971), Evolution (1985), A Handbook for the Identification of Cephalopod Beaks (1986), Paleontology and Neontology of Cephalopods (1987) e Cephalopod Biodiversity, Ecology and Evolution (1998).
Foi um dos fundadores do Cephalopod International Advisory Council (Conselho Consultivo Internacional para os Cefalópodes ou CIAC), no qual serviu de secretário e presidente.
Clarke foi eleito Fellow of the Royal Society em 1981. A espécie Oneirodes clarkei Swinney & Pietsch, 1988, um peixe da região abissal pertencente à família Oneirodidae, foi assim designada em sua honra tomando o seu apelido como epónimo do epíteto específico.
Clarke casou com Dorothy Clara Knight em 1958 e o casal teve três filhos e uma filha. O Dr. Clarke e a esposa passaram alguns anos entre a Cornualha e a ilha do Pico onde, em 2004, inauguraram um espaço museológico de sua inteira concepção e realização, dedicado à biologia dos cachalotes e das lulas. A partir de 2014 a coleção  passou a ser gerida pelo Município da Madalena.

## Obras publicadas
Entre muitas outras obras, Malcolm Clark é autor das seguintes obras:
- 1971 — Deep Oceans, Herring, Peter J.; com Malcolm R. Clarke (editores), Praeger Publ.
- 1985 — Evolution, Truman, E. R.; com Malcolm R. Clarke (editores), Vol. 10 da série «The Mollusca», Academic Press.
- 1986 — A Handbook for the Identification of Cephalopod Beaks, Clarke, Malcolm R., Oxford University Press.
- 1987 — Paleontology and Neontology of Cephalopods, Wilbur, Karl M.; com E. R. Trueman e Malcolm R. Clarke (editores), Vol. 12 da série «The Mollusca», Academic Press.
- 1998 — Cephalopod Biodiversity, Ecology and Evolution, Payne, A. L.; com L. Lipinski, Malcolm R. Clarke e M. A. C. Roeleveld (editores), In South African Journal of Marine Sciences, Vol. 20: 393-420

Sobre temática específica dos Açores, publicou os seguintes artigos:
- Clarke, M. R.; com N. Merrett (1972), The Significance of Squid, Whale and Other Remains from the Stomachs of Bottom Living Deep-sea Fish. In Journal of the Marine Biological Association of the United Kingdom, 52: 599-603.
- Lu, C. C.; com M. R. Clarke (1975), Vertical Distribution of Cephalopods at 40ºN, 53ºN and 60ºN at 20ºW in the North Atlantic. In Journal of the Marine Biological Association of the United Kingdom, 55: 143-164.
- Martins, H. L.; com M. R. Clarke, F. Reiner e R. S. Santos (1985), A Pigmy Sperm Whale, Kogia breviceps (Blainville, 1838) (Cetacea: Odontoceti) Stranded on Faial Island, Azores, with Notes on Cephalopod Beaks in Stomach. In Arquipélago, 6: 63-70.
- Clarke, M. R.; com H. R. Martins e P. L. Pascoe (1993), The Diet of Sperm Whales (Physeter macrocephalus Linnaeus 1758) Off the Azores. In Philosophical Transactions of the Royal Society of London, Series B, 339: 67-82.
- Clarke, M. R.; com D. C. Clarke, H. R. Martins e H. M. da Silva (1995), The Diet of the Swordfish (Xiphias gladius) in Azorean Waters. In Arquipélago, Life and Marine Sciences, 13A: 53-69.
- Clarke, M. R.; com D. C. Clarke, H. R. Martins e H. M. da Silva (1996), The Diet of the Blue Shark (Prionice glauca, L.) in Azorean Waters. In Arquipélago, Life and Marine Sciences, 14A: 41-56.
- Hartog, J. C.; com M. R. Clarke (1996) Some Notes on the Food of Cory's Shearwater, Calonectris diomedia borealis (Cory, 1881) (Aves: Procellariidae) in the Macaronesian Islands. In Zoologische Mededelingen van het Leiden Museum: 1-10.